# Хватал, Франц Ксавер
Франц Ксавер Хва́тал (нем. Franz Xaver Chwatal; 19 июня 1808, Румбурк, Австрийская империя — 24 июня 1879, Эльмен, Королевство Пруссия, ныне в составе города Шёнебек) — немецкий пианист, композитор и музыкальный педагог чешского происхождения. Брат органного мастера Йозефа Хватала.

## Биография
Родился в семье чешского мастера-органостроителя, первые уроки музыки получил у отца и дебютировал с концертом в девятилетнем возрасте. В 1822 году вместе с семьёй перебрался в Мерзебург, где концертировал как пианист, преподавал, дебютировал как композитор. В 1835 году обосновался в Магдебурге и провёл там всю оставшуюся жизнь. В 1850 году совместно с Кристианом Фридрихом Эрлихом основал школу пианистов (нем. Institute für Gemeinschaftlichen Clavierunterricht).
Автор множества салонных фортепианных пьес; Роберт Шуман сочувственно отозвался о ранних циклах вариаций Хватала, сочинениях преимущественно дидактического характера, назвав их «весьма милыми вещицами, можно сказать, комнатной музыкой» (нем. allerliebste Sachen, Stübchenmusik möcht' ich sie nennen). Написал несколько учебников исполнительского мастерства, теории и истории музыки.

## Избранные труды
- Historischer Notizkalender für Musiker und Musikfreunde, 1861
- Methodisch geordnete Pianoforte-Schule
- Praktische Elementar-Pianoforteschule
- Alpenklänge. Miniatur-Bilder für das Pianoforte.
- Nacht, o Nacht, du heilge Nacht.
- Im Walde möcht ich leben